# Хоутон-Хукер, Эдит
Э́дит Хо́утон-Ху́кер (англ. Edith Houghton Hooker; 29 декабря 1879, Буффало, штат Нью-Йорк, США — 23 октября 1948, Балтимор, штат Мэриленд, США) — американская гражданская активистка, врач и социальный работник; лидер движения за равные избирательные права для мужчин и женщин в штате Мэриленд. Её имя было посмертно внесено в Зал славы женщин штата Мэриленд.

## Биография
Родилась в 1879 году в городе Буффало. Происходила из семьи известных промышленников Хоутонов. Эдит была средней дочерью Альфреда Огастеса Хоутона и Кэролайн, урождённой Гэрлингхаус. Кроме неё у родителей были ещё две дочери — старшая Кэтрин Марта и младшая Мэрион. Отец покончил с собой в 1892 году, оставив вдову с тремя детьми. Мать, поддерживавшая развитие образования среди женщин, скончалась от рака желудка в 1894 году, перед смертью оставив родственникам инструкции о том, как следует воспитывать её дочерей. Однако те определили девочек в традиционный женский пансион. Эдит и Кэтрин Марта добились от семьи разрешения получить высшее образование и подали документы на поступление в Брин-Мор-колледж. Эдит окончила его в 1901 году и переехала в Балтимор, где продолжила образование в Школе медицины Университета Джонса Хопкинса, став одной из первых студенток медицинской школы. Во время обучения она познакомилась с профессором Дональдом Хукером, с которым сочеталась браком в июне 1905 года. Брак оказался бездетным. Скончалась в 1948 году в Балтиморе после семилетней болезни.

## Общественная деятельность
После обучения в медицинской школе, Эдит ещё год проучилась в Берлине. По возвращении в Балтимор, она начала общественную деятельность, в качестве социального работника. В Берлине Эдит занималась исследованиями в области военной проституции. В первой половине XX века социальные проблемы, имевшие отношение в вопросам общественного здравоохранения, такие, как проституция, способствовали возникновению предубеждений в отношении незамужних матерей. Дискриминация ограничивала варианты при аренде жилья, возможность брака и финансовую стабильность. В ходе исследований Эдит обнаружила, что проституция была тесно связана с некоторыми типами заболеваний и смертельных болезней. Об этом она написала в статье для «Журнала социальной гигиены» в 1919 году. Исследования в Берлине убедили её в том, что мужчины и женщины должны нести одинаковую ответственность в решении социальных проблем, связанных с проституцией. В контексте общественного здравоохранения Эдит представила свой взгляд на равенство и права женщин в одном из своих ключевых исследований «Законы пола».
Вместе с мужем, она основала отделение «Гильдии Святого Георгия» в Балтиморе, которое предоставляло жильё и услуги незамужним матерям и их детям. С 1906 по 1911 год Эдит находилась во главе этого отделения. Работая в ней, она способствовала повышению осведомлённости общества о проблемах здравоохранения и правах женщин. В 1918—1920 годах Эдит продолжила свои исследования и написала несколько статей для журналов. Она считала половое воспитание для мужчин и женщин важной стратегией для снижения уровня заболеваний в обществе и решения ряда социальных проблем. В медицинском сообществе продолжались исследования влияния микробов на распространение болезней и предпринимались попытки изолировать родственные бактерии. Эдит и другие суфражистки, работавшие в сфере здравоохранения, понимали, что, укоренившиеся в обществе, двойные стандарты переложат ответственность за распространение заболеваний на женщин. Во избежание этого она начала просветительскую работу над повышением осведомленности о проституции и половом воспитании. Подобные проблемы здравоохранения и общества в целом побудили Эдит и других суфражисток изучить необходимость борьбы за избирательное право для женщин.
Эдит считала наиболее эффективным способом проведения социальной реформы кампанию за избирательное право для женщин. Она присоединилась к движению за избирательное равноправие в Балтиморе и в 1907 году вступила в местную Лигу избирательного равноправия. В 1909 году здесь же Эдит основала Лигу справедливого правительства — филиал Национальной американской женской избирательной ассоциации. В 1910 году она начала информировать общественность об избирательном праве для женщин на собраниях под открытым небом в разных местах штата Мэриленд. Эдит была хорошим оратором. Выступая перед публикой, она использовала практические данные, собранные её в ходе исследований; говорила, что избирательное право для женщин снизит уровень заболеваемости в обществе, улучшит качество воды и сделает женщин лучшими жёнами. Эту тактику использовали и другие суфражистки, которые поддерживали объединение движений за социальную гигиену и за женское избирательное право для улучшения общества. Кроме того, обращаясь к мужчинам, Эдит говорила, что женщины, получив право голоса и возможность активного участия в жизни общества, станут для мужчин интересными собеседницами, что естественным образом будет способствовать укреплению супружеских союзов.
В 1912 году она основала еженедельную газету и официальный орган Лиги справедливого правительства — «Мэрилендские суффражистские новости». В 1917 году её пригласили на место редактора «Суффражиста» — еженедельной газеты Национальной женской партии. «Мэрилендские суффражистские новости» прекратили издаваться в 1920 году, после ратификации Девятнадцатой поправки к Конституции США. Эдит также активно участвовала в Союзе Конгресса за избирательное право для женщин. В 1915 году она была избрана финансовым председателем исполнительного комитета этой организации. После того, как гражданкам США было предоставлено избирательное право, усилия Эдит сосредоточились на продвижении законопроекта, который обеспечил бы женщинам равные политические и гражданские права в штате Мэриленд. Хотя законопроект был принят Палатой делегатов, он был отклонен Сенатом; последующая редакция законопроекта, включавшая только раздел, в котором говорилось, что женщинам будет разрешено занимать государственные должности, была принята обеими палатами штата в 1922 году.

## Наследие
В 1999 году Эдит Хоутон-Хукер была посмертно введена в Зал славы женщин штата Мэриленд.

## Сочинения
- Houghton Hooker Ed. Life’s Clinic: A Series of Sketches Written From Between the Lines of Some Medical Case Histories (англ.). — New York: Association Press, 1918. — 69 p.
- Houghton Hooker Ed. The Laws of Sex (англ.). — Boston: R. G. Badger, 1921. — 373 p.